# Ligyra doryca
Ligyra doryca är en tvåvingeart som först beskrevs av Jean Baptiste Boisduval 1835.  Ligyra doryca ingår i släktet Ligyra och familjen svävflugor. Inga underarter finns listade i Catalogue of Life.